# رشد جمعیت مسلمانان

جمعیت مسلمانان جهان بر حسب درصد (مرکز تحقیقاتی پیو، ۲۰۱۴)

رشد جمعیت مسلمانان (انگلیسی: Muslim population growth) به رشد جمعیت در سراسر جهان اشاره دارد. پیش‌بینی می‌شود بین سال‌های ۲۰۱۵ تا ۲۰۶۰، جمعیت مسلمانان ۷۰ درصد افزایش یابد. این در مقایسه با رشد ۳۲ درصدی جمعیت جهان در مدت مشابه است. سن متوسط جوان و نرخ باروری بالای مسلمانان نسبت به سایر گروه‌های مذهبی از عوامل مهم رشد جمعیت اسلام است. در سال ۲۰۱۵، مسلمانان بالاترین نرخ باروری را در میان هر گروه مذهبی دارند - به‌طور متوسط ۲٫۹ فرزند برای هر زن که بسیار بالاتر از سطح جایگزینی (۲٫۱) و بسیار بالاتر از نرخ جهانی است.
طبق مطالعه‌ای که در سال ۲۰۱۱ توسط مرکز تحقیقات پیو منتشر شد، در حالی که فقدان داده‌های قابل اعتماد وجود دارد، تغییر دین ممکن است تأثیر خالصی بر جمعیت مسلمان نداشته باشد، زیرا تعداد افرادی که به دین وارد می‌شوند. تصور می‌شود که به تعداد کسانی است که اسلام را ترک می‌کنند. بر اساس مطالعه دیگری که در سال ۲۰۱۵ توسط مرکز تحقیقاتی پیو منتشر شد، انتظار می‌رود که اسلام از طریق تغییر دین بین سال‌های ۲۰۱۰ تا ۲۰۵۰، ۳ میلیون پیرو به دست آورد، که اسلام را پس از غیر مذهبی، به دومین دین بزرگ از نظر دستاوردهای خالص از طریق تغییر دین تبدیل می‌کند. این پیروان جدید بیشتر از اهالی جنوب صحرای آفریقا (۲٫۹ میلیون) هستند.